# Кулешов (Белгородская область)
Кулешов — хутор в Алексеевском районе (с 2018 года — городском округе) Белгородской области, входил в состав Матрёногезовского сельского поселения. 

## Описание
Расположен в восточной части области, в 19 км к юго-востоку от райцентра, города Алексеевки. В 1 км к югу находится хутор Кириченков, где расположена автобусная остановка. Сохранилось около десятка частных домов на Цветочной улице и кладбище, часть территории заросла деревьями и кустарником.

## История
Хутор основан предположительно в первой половине XVIII века выходцами из Украины «при балке Кулешовой», упоминается в документах V ревизии 1795 года как один из хуторов Алексеевской вотчины графа Н. П. Шереметева.
По состоянию на 1859 год на владельческом хуторе Кулишов (Кулешов) 1 стана Бирюченского уезда Воронежской губернии при балке Кулешовой в 36 дворах проживало 328 человек (159 мужчин и 169 женщин).
Упоминается в памятной книжке Воронежской губернии за 1887 год как хутор Иващенковской волости Бирюченского уезда. Число жителей обоего пола — 296, число дворов — 41.
По подворной переписи 1890 года на хуторе Кулешов проживало 329 крестьян-собственников (169 мужчин, 160 женщин) в 43 хозяйствах (из них 2 бездомовых). Всего было 26 грамотных и учащихся (все — мужского пола). Имелось 52 жилых дома, а также 8 кустарных промышленных заведений, приносивших доход 110 рублей в год. Из скота было 52 лошади, 86 волов, 29 коров, 31 голова гулевого скота и 21 телёнок, 186 овец и 47 свиней, также 12 хозяйств держали 101 улей пчёл. Количество удобной надельной земли составляло 389,5 десятин, из них пашни — 182,3 десятины; также 30 хозяйств арендовали 215,5 десятин пашни. Из сельскохозяйственного инвентаря имелись 23 плуга, 38 сох, 1 молотилка либо другое орудие, 72 телеги; 1 хозяйство не имело инвентаря. Надельная пашня обрабатывалась почти исключительно своим скотом. Всего расходов у хозяйств в течение года было на 6099 рублей, доходов от продажи — 3738 рублей (в основном хлеба и скота), от промыслов (которыми занималось 35 мужчин и 12 женщин в 28 хозяйствах) — 1056 рублей, всего — на 5080 рублей.
По данным 1900 года на основе переписи 1897 года на хуторе Кулешов Кулешовского сельского общества Иващенковской волости при вершине Копанской реки жило 347 человек (184 мужчины, 163 женщины, малороссы) в 46 дворах, владевшие 389,7 десятинами надельной земли. Имелось два общественных здания и четыре ветряные мельницы.
С апреля 1918 года хутор находился в составе Божковской волости Алексеевского уезда, с января 1923 года — в Луценковской волости Острогожского уезда. В 1920 году в хуторской школе 1-й ступени обучалось 52 ребёнка, занятия вели два учителя.
По переписи 1926 года на хуторе Божковского сельсовета Луценковской волости проживало 430 человек в 71 хозяйстве, была школа 1-й ступени с одним учителем.
С 1 июля 1928 года — в составе Божковского сельсовета Алексеевского района ЦЧО. На 1 января 1933 года на хуторе насчитывалось 83 двора и 485 жителей, из них 301 человек работал в колхозе «1 Мая». Этот колхоз в 1950 году в ходе укрупнения вошёл в состав колхоза «Искра».
До войны на хуторе насчитывалось 65 дворов.
В 1965 году колхоз «Искра» стал производственным участком овцеводческого спецхоза им. XX партсъезда с центром в селе Матрёно-Гезово. Хутор стал относиться к Матрёно-Гезовскому сельсовету, был электрифицирован. В 1971 году, когда на хуторе насчитывалось 93 человека в 32 хозяйствах, была закрыта начальная школа.
В конце 1991 года колхоз «Искра» был восстановлен, в 1993 году он был акционирован. В том же году хутор вошёл в состав Божковского сельского округа.
В 1997 году на основе акционерного общества был создан сельскохозяйственный кооператив, а с 2000 года земли вокруг хутора стало обрабатывать ЗАО «Эфко-Искра», вошедшее в 2008 году в ЗАО «Агро-Оскол».
С 2004 года хутор вошёл в состав Матрёногезовского сельского поселения. 

## Население
| 1859 | 2002 | 2010 |
| ---- | ---- | ---- |
| 318  | ↘11  | ↘5   |

По переписи 1989 года — 24 человека, на 1 января 1994 года — 21 человек в 14 дворах, в 1997 году — 17 жителей в 16 дворах. По переписи 2002 года — 10 человек (русские — 90 %), по переписи 2010 года — 5 жителей (4 мужчины, 1 женщина).
На 1 января 2014 года — 13 жителей в 6 дворах, в 2022 году — по-прежнему 13 жителей.